# Табалдыев, Султанбек Раимбекович
Табалдыев Султанбек Раимбекович (4 апреля 1943, Пржевальск — 13 мая 2020, Бишкек) — советский, кыргызстанский инженер-конструктор, изобретатель, руководитель и общественный деятель. Лауреат Государственной премии СССР, депутат Верховного Совета Киргизской ССР, Жогорку Кенеша, кавалер ордена Трудового Красного Знамени.

## Биография
Родился 4 апреля 1943 года в г. Пржевальск в семье видного советского и государственного деятеля Депутата Верховного совета Киргизской ССР Табалдыева Раимбека Джумабаевича и учительницы математики Орускуловой Хадичи. Детство провел в с.Челпек.
В 1961—1967 годах учился в Ленинградском электротехническом институте.
1967 году начал свою трудовую деятельность инженером в г. Фрунзе в Особом конструкторском бюро Института космических исследований АН СССР, где прошел путь до директора — главного конструктора. Под его руководством в ОКБ ИКИ был создан целый ряд уникальных приборов для исследования космического пространства.
Депутат Жогорку Кенеша (Парламента) Кыргызской Республики первого созыва (1990—1995), который называют легендарным, в виду принятия многих базовых Законов и решений в связи с обретением Кыргызстаном независимости. Были приняты новый флаг, гимн, национальная валюта киргизский сом, структура управления государством.
1960 — Электромонтер первого разряда. Фрунзенский район электрических сетей
1961 — Установлен второй разряд эл.монтера
1961—1962 — г. Ленинград Завод «Красная Заря». Цех 9, ученик слесаря, сборщик каркасов (как студент ЛЭТИ, проходящий производственное обучение)
1966—1967 — Комитет по электротехнике при Госплане СССР, ВНИИЭМ. Отдел Электропривода и автоматики для прохождения производственной практики;
— Особое Конструкторское Бюро Института Космических Исследований Академии Наук СССР:
1967 — назначен инженером в Конструкторский отдел № 1 после окончания института по направлению
1968 — старший инженер КО № 1
1969 — ведущий конструктор в Научно исследовательской лаборатории № 1
1971 — заведующий сектором
1973 — зам.заведующего отдела
1977 — главный конструктор проекта с исполнением обязанностей зам.нач.отдела
1979 — зам.главного инженера по проектированию
1986 — директор-главный конструктор
1993.05.24 — Особое Конструкторское Бюро ИКИ АН СССР г. Фрунзе преобразовано в АО ОКБ «ААЛАМ»
1993 — Президент АО — генеральный директор
В 1996 году возглавил ОАО ТНК «Дастан», которым успешно руководил до выхода на пенсию. (ОАО ТНК «Дастан» — Транснациональная Корпорация)

## Награды и достижения
- Лауреат Государственной премии СССР, #19078. от 22.10.1986.
- Делегат XXVIII съезда Компартии СССР.
- За укрепление военного сотрудничества" от 21.09.2006.
- Медаль «Столетие подводных сил России» от 25.10.2005.
- Ветеран труда. 12.03.1990 г.
- «Золотая медаль им. С. П. Королёва». 6.03.1986. За большой вклад в исследование космического пространства
- Орден Трудового Красного Знамени. #981119. от 15.01.1976.
- Медаль ВДНХ. от 3.10.1975.
- Почётная грамота Академии наук СССР «За успехи в работе, активное участие в общественной жизни коллектива и в связи с 250-летием Академии наук СССР» от 8.02.1974. Подписано академиком Келдыш М. В.